# Katedrála svatého Jiří (Jeruzalém)
Katedrála svatého Jiří je anglikánská (episkopální) katedrála v Jeruzalémě postavená roku 1899. Je sídlem jeruzalémského biskupství Episkopální církve v Jeruzalémě a na Blízkém východu. V areálu katedrály se nachází St. George's College, která nabízí souvislé teologické vzdělání duchovenstvu a světskému stavu z celého světa.
V roce 1919 se stal zdejším knihovníkem Herbert Danby, který v letech 1921 až 1936 působil jako kanovník katedrály. Od svého propuštění z vězení žije v katedrále bývalý izraelský jaderný technik Mordechaj Vanunu, který prozradil britskému tisku utajované detaily izraelského nukleárního programu.